# Phân hủy sinh học

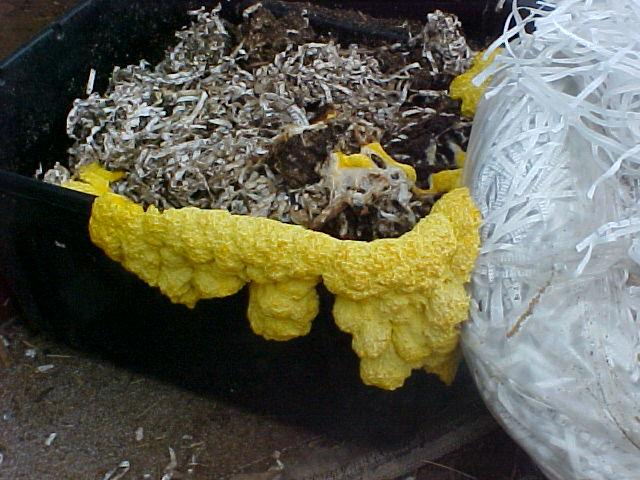
Nấm mốc màu vàng phát triển trên một thùng giấy ướt

Phân hủy sinh học là sự phân hủy chất hữu cơ của các vi sinh vật, chẳng hạn như vi khuẩn, nấm. 

## Cơ chế
Quá trình phân hủy sinh học có thể được chia thành ba giai đoạn: phản xạ sinh học, phản ứng sinh học và đồng hóa.  Phản ứng sinh học là sự xuống cấp ở bề mặt làm thay đổi các tính chất cơ học, vật lý và hóa học của vật liệu.  Giai đoạn này xảy ra khi vật liệu tiếp xúc với các yếu tố phi sinh học trong môi trường ngoài trời và cho phép xuống cấp hơn nữa bằng cách làm suy yếu cấu trúc của vật liệu.  Một số yếu tố phi sinh học ảnh hưởng đến những thay đổi ban đầu này là nén (cơ học), ánh sáng, nhiệt độ và hóa chất trong môi trường.    Mặc dù phản xạ sinh học thường xảy ra như là giai đoạn đầu tiên của quá trình phân hủy sinh học, nhưng trong một số trường hợp, nó có thể song song với phản ứng sinh học.
Phản ứng phân rã của polyme là quá trình phân ly trong đó các liên kết trong polyme bị phân cắt, tạo ra oligome và monome.  Các bước thực hiện để phân đoạn các vật liệu này cũng khác nhau dựa trên sự hiện diện của oxy trong hệ thống.  Sự phân hủy vật liệu của vi sinh vật khi có oxy là tiêu hóa hiếu khí, và sự phân hủy vật liệu khi không có oxy là tiêu hóa kỵ khí.  Sự khác biệt chính giữa các quá trình này là các phản ứng yếm khí tạo ra khí mê-tan, trong khi các phản ứng hiếu khí thì không (tuy nhiên, cả hai phản ứng đều tạo ra carbon dioxide, nước, một số loại dư lượng và sinh khối mới).  Ngoài ra, tiêu hóa hiếu khí thường xảy ra nhanh hơn tiêu hóa kỵ khí, trong khi tiêu hóa kỵ khí làm tốt hơn việc giảm khối lượng và khối lượng của vật liệu.  Do khả năng phân hủy kỵ khí để giảm khối lượng và khối lượng chất thải và tạo ra khí tự nhiên, công nghệ phân hủy kỵ khí được sử dụng rộng rãi cho các hệ thống quản lý chất thải và là nguồn năng lượng tái tạo tại địa phương.
Các sản phẩm thu được từ phản ứng sinh học sau đó được tích hợp vào các tế bào vi sinh vật, đây là giai đoạn đồng hóa.  Một số sản phẩm từ sự phân mảnh được vận chuyển dễ dàng trong tế bào bởi các chất mang màng.  Tuy nhiên, những người khác vẫn phải trải qua các phản ứng biến đổi sinh học để tạo ra các sản phẩm mà sau đó có thể được vận chuyển bên trong tế bào.  Khi ở trong tế bào, các sản phẩm đi vào con đường dị hóa dẫn đến việc sản xuất adenosine triphosphate (ATP) hoặc các yếu tố của cấu trúc tế bào.

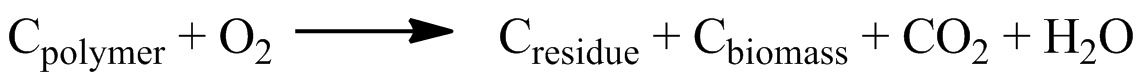
Công thức phân hủy sinh học hiếu khí

Công thức phân hủy sinh học kỵ khí

## Các yếu tố ảnh hưởng đến tốc độ phân hủy sinh học
Trong thực tế, hầu hết tất cả các hợp chất hóa học và vật liệu đều phải chịu các quá trình phân hủy sinh học.  Tuy nhiên, tầm quan trọng nằm ở tỷ lệ tương đối của các quá trình như vậy, chẳng hạn như ngày, tuần, năm hoặc thế kỷ.  Một số yếu tố quyết định tốc độ xuống cấp của các hợp chất hữu cơ này.  Các yếu tố bao gồm ánh sáng, nước, oxy và nhiệt độ.  Tốc độ phân hủy của nhiều hợp chất hữu cơ bị giới hạn bởi tính khả dụng sinh học của chúng, là tốc độ mà một chất được hấp thụ vào hệ thống hoặc có sẵn tại vị trí hoạt động sinh lý, vì các hợp chất phải được giải phóng vào dung dịch trước khi sinh vật có thể phân hủy họ  Tốc độ phân hủy sinh học có thể được đo lường bằng một số cách.  Xét nghiệm đo hô hấp có thể được sử dụng cho các vi khuẩn hiếu khí.  Đầu tiên người ta đặt một mẫu chất thải rắn trong một thùng chứa có vi sinh vật và đất, sau đó sục khí hỗn hợp.  Trong vài ngày, các vi sinh vật tiêu hóa từng chút mẫu và tạo ra carbon dioxide - lượng CO2 thu được đóng vai trò là một chỉ số về sự thoái hóa.  Khả năng phân hủy sinh học cũng có thể được đo bằng các vi khuẩn kỵ khí và lượng khí mêtan hoặc hợp kim mà chúng có thể tạo ra.
Điều quan trọng cần lưu ý là các yếu tố ảnh hưởng đến tốc độ phân hủy sinh học trong quá trình thử nghiệm sản phẩm để đảm bảo rằng kết quả tạo ra là chính xác và đáng tin cậy.  Một số vật liệu sẽ kiểm tra khả năng phân hủy sinh học trong điều kiện tối ưu trong phòng thí nghiệm để phê duyệt nhưng những kết quả này có thể không phản ánh kết quả thế giới thực trong đó các yếu tố có nhiều thay đổi.  Ví dụ, một vật liệu có thể đã được thử nghiệm là phân hủy sinh học ở tốc độ cao trong phòng thí nghiệm có thể không bị suy giảm ở tốc độ cao trong bãi rác vì các bãi chôn lấp thường thiếu ánh sáng, nước và hoạt động của vi sinh vật cần thiết cho sự xuống cấp.  Vì vậy, điều rất quan trọng là có các tiêu chuẩn cho các sản phẩm phân hủy sinh học bằng nhựa, có tác động lớn đến môi trường.  Việc phát triển và sử dụng các phương pháp thử nghiệm tiêu chuẩn chính xác có thể giúp đảm bảo rằng tất cả các loại nhựa đang được sản xuất và thương mại hóa sẽ thực sự phân hủy sinh học trong môi trường tự nhiên.  Một thử nghiệm đã được phát triển cho mục đích này là DINV 54900.
| Sản phẩm               | Thời gian để sinh học |
| ---------------------- | --------------------- |
| Khăn giấy              | 2-4 tuần              |
| Báo chí                | 6 tuần                |
| Lõi táo                | 2 tháng               |
| Hộp các tông           | 2 tháng               |
| Sáp tráng hộp sữa giấy | 3 tháng               |
| Găng tay bông          | 1 tháng 5 tháng       |
| Găng tay len           | 1 năm                 |
| Ván ép                 | 1-3 năm               |
| Sơn gỗ                 | 13 năm                |
| Túi nhựa               | 10-20 năm             |
| Lon thiếc              | 50 năm                |
| Tã dùng một lần        | 50-100 năm            |
| Chai nhựa              | 100 năm               |
| Lon nhôm               | 200 năm               |
| Chai thủy tinh         | Không xác định        |

| Rau                 | 5 ngày - 1 tháng   |
| Giấy                | 2-5 tháng          |
| Áo thun cotton      | 6 tháng            |
| Vỏ cam              | 6 tháng            |
| Lá cây              | 1 năm              |
| Vớ len              | 1-5 năm            |
| Hộp giấy tráng nhựa | 5 năm              |
| Giày da             | 25-40 năm          |
| Vải nylon           | 30-40 năm          |
| Lon thiếc           | 50-100 năm         |
| Lon nhôm            | 80-100 năm         |
| Chai thủy tinh      | 1 triệu năm        |
| Cốc xốp             | 500 năm đến vô hạn |
| Túi nhựa            | 500 năm đến vô hạn |

## Nhựa
Thuật ngữ Nhựa có thể phân hủy dùng để chỉ một vật liệu duy trì độ bền cơ học trong quá trình sử dụng thực tế nhưng phân hủy thành các hợp chất trọng lượng thấp và các sản phẩm phụ không độc hại sau khi sử dụng.  Sự phân hủy này được thực hiện thông qua một cuộc tấn công của vi sinh vật vào vật liệu, mà điển hình là một loại polymer không tan trong nước.  Các vật liệu như vậy có thể thu được thông qua tổng hợp hóa học, lên men bởi các vi sinh vật và từ các sản phẩm tự nhiên biến đổi hóa học.
Nhựa phân hủy sinh học với tốc độ khác nhau nhiều.  Hệ thống ống nước dựa trên PVC được chọn để xử lý nước thải vì PVC chống lại sự phân hủy sinh học.  Mặt khác, một số vật liệu đóng gói đang được phát triển sẽ dễ dàng xuống cấp khi tiếp xúc với môi trường.  Ví dụ về các polyme tổng hợp phân hủy sinh học nhanh chóng bao gồm polycaprolactone, các polyesters khác và este thơm-aliphatic, do liên kết este của chúng dễ bị nước tấn công.  Một ví dụ nổi bật là poly-3-hydroxybutyrate, axit polylactic có nguồn gốc mới và polycaprolactone tổng hợp.  Những người khác là cellulose acetate dựa trên cellulose và celluloid (cellulose nitrate).

Axit polylactic là một ví dụ về nhựa phân hủy sinh học nhanh chóng.

Trong điều kiện oxy thấp, nhựa phân hủy chậm hơn.  Quá trình phân hủy có thể được tăng tốc trong đống phân ủ được thiết kế đặc biệt.  Nhựa dựa trên tinh bột sẽ xuống cấp trong vòng hai đến bốn tháng trong thùng ủ phân tại nhà, trong khi axit polylactic phần lớn không bị phân hủy, đòi hỏi nhiệt độ cao hơn.  Polycaprolactone và polycaprolactone-tinh bột tổng hợp phân hủy chậm hơn, nhưng hàm lượng tinh bột tăng tốc độ phân hủy bằng cách để lại một polycaprolactone bề mặt cao, xốp.  Tuy nhiên, phải mất nhiều tháng.
Năm 2016, một loại vi khuẩn có tên Ideonella sakaiensis đã được tìm thấy để phân hủy sinh học PET.
Nhiều nhà sản xuất nhựa đã nỗ lực, thậm chí nói rằng nhựa của họ có thể phân hủy được, điển hình là với việc liệt kê tinh bột ngô là một thành phần.  Tuy nhiên, những tuyên bố này là đáng ngờ bởi vì ngành công nghiệp nhựa hoạt động theo định nghĩa riêng của nó về chất trộn:

## Công nghệ phân hủy sinh học
Bây giờ công nghệ phân hủy sinh học đã trở thành một thị trường phát triển cao với các ứng dụng trong đóng gói sản phẩm, sản xuất và thuốc.  Sự phân hủy sinh học của sinh khối cung cấp một số hướng dẫn.  Polyesters được biết đến là có khả năng phân hủy sinh học.
Phân hủy oxy hóa được CEN (Tổ chức Tiêu chuẩn Châu Âu) định nghĩa là "sự xuống cấp do hiện tượng oxy hóa và qua trung gian tế bào, đồng thời hoặc liên tiếp."  Trong khi đôi khi được mô tả là "phân mảnh oxo" và "phân hủy oxo", các thuật ngữ này chỉ mô tả giai đoạn đầu tiên hoặc oxy hóa và không nên được sử dụng cho vật liệu làm suy giảm quá trình phân hủy oxo được xác định bởi CEN: mô tả chính xác là " phân hủy sinh học oxo. "
Bằng cách kết hợp các sản phẩm nhựa với các phân tử polymer rất lớn, chỉ chứa carbon và hydro, với oxy trong không khí, sản phẩm được tạo ra có khả năng phân hủy trong bất cứ nơi nào từ một tuần đến một đến hai năm.  Phản ứng này xảy ra ngay cả khi không có chất phụ gia prodegradant nhưng với tốc độ rất chậm.  Đó là lý do tại sao nhựa thông thường, khi bị loại bỏ, tồn tại một thời gian dài trong môi trường.  Các công thức phân hủy oxy hóa xúc tác và đẩy nhanh quá trình phân hủy sinh học nhưng cần có kỹ năng và kinh nghiệm đáng kể để cân bằng các thành phần trong các công thức để cung cấp cho sản phẩm một cuộc sống hữu ích trong một thời gian định sẵn, sau đó là phân hủy và phân hủy sinh học.
Công nghệ phân hủy sinh học đặc biệt được cộng đồng y tế sinh học sử dụng.  Polyme phân hủy sinh học được phân thành ba nhóm: y tế, sinh thái và ứng dụng kép, trong khi về nguồn gốc, chúng được chia thành hai nhóm: tự nhiên và tổng hợp.  Tập đoàn Công nghệ sạch đang khai thác việc sử dụng carbon dioxide siêu tới hạn, dưới áp suất cao ở nhiệt độ phòng là dung môi có thể sử dụng nhựa phân hủy sinh học để tạo ra các loại thuốc phủ polymer.  Polyme (có nghĩa là vật liệu gồm các phân tử có các đơn vị cấu trúc lặp lại tạo thành chuỗi dài) được sử dụng để đóng gói một loại thuốc trước khi tiêm vào cơ thể và dựa trên axit lactic, một hợp chất thường được sản xuất trong cơ thể, và do đó có thể được bài tiết tự nhiên.  Lớp phủ được thiết kế để phát hành có kiểm soát trong một khoảng thời gian, làm giảm số lượng tiêm cần thiết và tối đa hóa lợi ích điều trị.  Giáo sư Steve Howdle tuyên bố rằng các polyme phân hủy sinh học đặc biệt hấp dẫn để sử dụng trong phân phối thuốc, vì một khi được đưa vào cơ thể, chúng không cần phải thu hồi hoặc thao tác thêm và bị biến chất thành các sản phẩm phụ không hòa tan, không độc hại.  Các polyme khác nhau phân hủy ở các tỷ lệ khác nhau trong cơ thể và do đó lựa chọn polymer có thể được điều chỉnh để đạt được tỷ lệ phát hành mong muốn.
Các ứng dụng y sinh khác bao gồm việc sử dụng các polyme bộ nhớ hình dạng đàn hồi, phân hủy sinh học.  Vật liệu cấy ghép phân hủy sinh học hiện có thể được sử dụng cho các thủ tục phẫu thuật xâm lấn tối thiểu thông qua các polyme nhiệt dẻo phân hủy.  Các polyme này hiện có thể thay đổi hình dạng của chúng khi tăng nhiệt độ, gây ra khả năng bộ nhớ hình dạng cũng như chỉ khâu dễ bị phân hủy.  Do đó, cấy ghép bây giờ có thể phù hợp thông qua các vết mổ nhỏ, các bác sĩ có thể dễ dàng thực hiện các biến dạng phức tạp, và chỉ khâu và các trợ lý vật liệu khác có thể tự phân hủy sinh học sau khi phẫu thuật hoàn tất.

## Phân hủy sinh học so với phân bón
Không có định nghĩa phổ quát cho phân hủy sinh học và có nhiều định nghĩa khác nhau về phân compost, điều này đã dẫn đến nhiều nhầm lẫn giữa các thuật ngữ.  Chúng thường được gộp lại với nhau; Tuy nhiên, chúng không có cùng ý nghĩa.  Phân hủy sinh học là sự phân hủy tự nhiên của các vật liệu bởi các vi sinh vật như vi khuẩn và nấm hoặc hoạt động sinh học khác.  Bón phân là một quá trình do con người điều khiển, trong đó phân hủy sinh học xảy ra trong một hoàn cảnh cụ thể.  Sự khác biệt chủ yếu giữa hai là một quá trình xảy ra tự nhiên và một quá trình do con người điều khiển.
Vật liệu phân hủy sinh học có khả năng phân hủy mà không cần nguồn oxy (yếm khí) thành carbon dioxide, nước và sinh khối, nhưng dòng thời gian không được xác định cụ thể.  Tương tự, vật liệu có thể phân hủy được phân hủy thành carbon dioxide, nước và sinh khối; tuy nhiên, vật liệu có thể phân hủy cũng phân hủy thành các hợp chất vô cơ.  Quá trình ủ phân được xác định cụ thể hơn, vì nó được kiểm soát bởi con người.  Về cơ bản, phân compost là một quá trình phân hủy sinh học được tăng tốc do hoàn cảnh tối ưu hóa.  Ngoài ra, sản phẩm cuối cùng của quá trình ủ phân không chỉ trở lại trạng thái trước đó mà còn tạo ra và thêm các vi sinh vật có lợi vào đất gọi là mùn.  Chất hữu cơ này có thể được sử dụng trong vườn và trong các trang trại để giúp trồng cây khỏe mạnh hơn trong tương lai.  Việc ủ phân liên tục xảy ra trong một khung thời gian ngắn hơn vì đây là một quá trình được xác định rõ hơn và được thúc đẩy bởi sự can thiệp của con người.  Phân hủy sinh học có thể xảy ra trong các khung thời gian khác nhau trong các trường hợp khác nhau, nhưng có nghĩa là xảy ra tự nhiên mà không cần sự can thiệp của con người. 
Ngay cả trong quá trình ủ phân, có những trường hợp khác nhau theo đó điều này có thể xảy ra.  Hai loại phân bón chính là tại nhà so với thương mại.  Cả hai đều tạo ra đất lành để được tái sử dụng - sự khác biệt chính nằm ở những vật liệu nào có thể đi vào quy trình.  Việc ủ phân tại nhà hầu hết được sử dụng cho các loại phế liệu thực phẩm và các vật liệu làm vườn dư thừa, chẳng hạn như cỏ dại.  Phân bón thương mại có khả năng phá vỡ các sản phẩm dựa trên thực vật phức tạp hơn, chẳng hạn như nhựa dựa trên ngô và các mảnh vật liệu lớn hơn, như cành cây.  Việc ủ phân thương mại bắt đầu bằng việc phân hủy thủ công các vật liệu bằng máy mài hoặc máy khác để bắt đầu quá trình.  Bởi vì việc ủ phân tại nhà thường xảy ra ở quy mô nhỏ hơn và không liên quan đến máy móc lớn, những vật liệu này sẽ không bị phân hủy hoàn toàn trong quá trình ủ phân tại nhà.  Hơn nữa, một nghiên cứu đã so sánh và đối chiếu phân bón gia đình và công nghiệp, kết luận rằng có những lợi thế và bất lợi cho cả hai.
Các nghiên cứu sau đây cung cấp các ví dụ trong đó phân bón đã được xác định là một tập hợp con của sự phân hủy sinh học trong bối cảnh khoa học.  Nghiên cứu đầu tiên, "Đánh giá khả năng phân hủy sinh học của nhựa trong điều kiện phân hủy mô phỏng trong môi trường thử nghiệm trong phòng thí nghiệm", xem xét rõ ràng việc ủ phân như một tập hợp các trường hợp thuộc nhóm phân hủy.  Ngoài ra, nghiên cứu tiếp theo này đã xem xét các tác động phân hủy và phân hủy sinh học của axit polylactic liên kết hóa học và vật lý.  Đáng chú ý là thảo luận về phân bón và phân hủy sinh học là hai thuật ngữ riêng biệt.  Nghiên cứu thứ ba và cuối cùng đánh giá tiêu chuẩn hóa châu Âu về vật liệu phân hủy sinh học và có thể phân hủy trong ngành bao bì, một lần nữa sử dụng các thuật ngữ riêng biệt.
Sự khác biệt giữa các điều khoản này là rất quan trọng bởi vì sự nhầm lẫn trong quản lý chất thải dẫn đến việc người dân xử lý vật liệu không đúng cách hàng ngày.  Công nghệ phân hủy sinh học đã dẫn đến những cải tiến lớn trong cách chúng ta xử lý chất thải; bây giờ tồn tại thùng rác, tái chế và thùng ủ để tối ưu hóa quy trình xử lý.  Tuy nhiên, nếu các dòng chất thải này là phổ biến và thường xuyên bị nhầm lẫn, thì quá trình xử lý hoàn toàn không được tối ưu hóa.  Các vật liệu phân hủy sinh học và có thể phân hủy đã được phát triển để đảm bảo nhiều chất thải của con người có thể phân hủy và trở lại trạng thái trước đó, hoặc trong trường hợp phân hủy thậm chí chúng có thể thêm chất dinh dưỡng vào đất.  Khi một sản phẩm có thể phân hủy được ném ra ngoài thay vì được phân hủy và gửi đến bãi rác, những phát minh và nỗ lực này bị lãng phí.  Do đó, điều quan trọng là người dân bình thường phải hiểu sự khác biệt giữa các việc này để các loại rác có thể được xử lý đúng cách và hiệu quả.

## Hiệu ứng môi trường và xã hội
Ô nhiễm nhựa từ việc vứt rác nhựa trái phép gây rủi ro cho sức khỏe đối với động vật hoang dã.  Động vật thường nhầm lẫn nhựa là thức ăn, dẫn đến bị vướng ruột.  Các hóa chất phân hủy chậm, như biphenyls polychlorin hóa (PCB), nonylphenol (NP) và thuốc trừ sâu cũng được tìm thấy trong nhựa, có thể thải ra môi trường và sau đó cũng bị động vật hoang dã nuốt phải.
Rachel Carson, một nhà môi trường đáng chú ý trong những năm 1960, đã cung cấp một trong những nghiên cứu quan trọng đầu tiên về hậu quả liên quan đến việc ăn hóa chất trong động vật hoang dã, đặc biệt là chim.  Trong tác phẩm Silent Spring, cô đã viết trên DDT, một loại thuốc trừ sâu thường được sử dụng trong các hoạt động nông nghiệp của con người.  Những con chim ăn những con bọ bị nhiễm độc có nhiều khả năng đẻ ra trứng với vỏ mỏng và yếu.
Những hóa chất này cũng đóng một vai trò đối với sức khỏe con người, vì tiêu thụ thực phẩm bị nhiễm độc (trong các quá trình gọi là ngưng tụ sinh học và tích lũy sinh học) có liên quan đến các vấn đề như ung thư, rối loạn chức năng thần kinh, và thay đổi nội tiết tố.  Một ví dụ nổi tiếng về quá trình ngưng tụ sinh học ảnh hưởng đến sức khỏe trong thời gian gần đây là sự gia tăng phơi nhiễm với hàm lượng thủy ngân cao nguy hiểm trong cá, có thể ảnh hưởng đến hormone giới tính ở người.
Trong nỗ lực khắc phục thiệt hại do nhựa xuống cấp chậm, chất tẩy rửa, kim loại và các chất ô nhiễm khác do con người tạo ra, chi phí kinh tế đã trở thành mối lo ngại.  Đặc biệt là rác trên biển rất khó để quan sát và đánh giá.  Các nhà nghiên cứu tại Viện Thương mại Thế giới ước tính rằng chi phí cho các sáng kiến dọn dẹp (cụ thể là trong hệ sinh thái đại dương) đã lên đến mứcl gần 13 tỷ đô la Mỹ mỗi năm.  Mối quan tâm chính bắt nguồn từ môi trường biển, với những nỗ lực dọn dẹp lớn nhất tập trung xung quanh các bãi rác trên đại dương.  Năm 2017, một đảo rác có kích thước cỡ Mexico đã được tìm thấy ở Thái Bình Dương.  Người ta ước tính đảo rác này có kích thước lên tới một triệu dặm vuông.  Trong khi đảo rác này chứa các ví dụ rõ ràng hơn về rác (chai nhựa, lon và túi), các vi mạch nhỏ gần như không thể được dọn sạch. National Geographic báo cáo rằng thậm chí nhiều vật liệu không phân hủy sinh học đang tìm đường vào môi trường dễ bị tổn thương - gần ba mươi tám triệu mẩu rác mỗi năm.
Các vật liệu không bị phân hủy cũng có thể đóng vai trò là nơi trú ẩn cho các loài xâm lấn, chẳng hạn như giun ống và hàu.  Khi hệ sinh thái thay đổi để đáp ứng với các loài xâm lấn, các loài cư trú và sự cân bằng tự nhiên của tài nguyên, sự đa dạng di truyền và sự phong phú của loài bị thay đổi.  Những yếu tố này có thể hỗ trợ các nền kinh tế địa phương trong cách săn bắn và nuôi trồng thủy sản, vốn phải chịu đựng sự thay đổi trên.  Tương tự, các cộng đồng ven biển phụ thuộc nhiều vào du lịch sinh thái sẽ mất doanh thu nhờ sự tích tụ ô nhiễm, vì các bãi biển hoặc bờ biển của họ không còn hấp dẫn đối với du khách.  Viện Thương mại Thế giới cũng lưu ý rằng các cộng đồng thường bị các tác động của phân hủy sinh học kém gây ảnh hưởng là các nước nghèo hơn, vốn không có tiền để trả cho việc dọn dẹp rác.  Trong một hiệu ứng vòng phản hồi tích cực, đến lượt họ sẽ gặp khó khăn trong việc kiểm soát các nguồn ô nhiễm mà chính họ gây ra.